# Chauvinisme
Chauvinisme betegner en overdreven nationalisme, dvs. en holdning, der er præget af for høje tanker om den gruppe mennesker (eksempelvis nation), man selv tilhører, og tilsvarende ringeagt for andre mennesker udenfor gruppen.

## Etymologi
Udtrykket er angiveligt et eponym (ord dannet ud fra et personnavn), idet det er opkaldt efter Nicolas Chauvin, en ekstremt nationalistisk rekrut i den franske kejser Napoleon 1.s hær. Personen optræder i lystspillet "La Cocarde Tricolore" fra 1831 af brødrene Cogniard. Det er dog ikke påvist, at Chauvin har eksisteret - muligvis er han en fiktiv person.
Fra oprindelig at være blevet brugt om nationalchauvinisme har udtrykket bredt sig til at udtrykke overdreven selvfølelse på andre områder, f.eks. kønspolitik, som det er eksemplificeret i udtrykket "mandschauvinisme".